# Graniczna (Płonina)
Graniczna – zniesiona osada wsi Płonina w Polsce, położona w województwie pomorskim, w powiecie nowodworskim, w gminie Sztutowo, na obszarze Żuław Wiślanych.
Osada wchodziła w skład sołectwa Płonina
Nazwę zniesiono z 2025 r.
W latach 1975–1998 osada administracyjnie należała do województwa elbląskiego.